# El Sinaloense
El Sinaloense är en ort i Mexiko.   Den ligger i kommunen Culiacán och delstaten Sinaloa, i den västra delen av landet, 1 000 km nordväst om huvudstaden Mexico City. El Sinaloense ligger 14 meter över havet och antalet invånare är 585.
Terrängen runt El Sinaloense är platt. Runt El Sinaloense är det ganska tätbefolkat, med 155 invånare per kvadratkilometer. Närmaste större samhälle är El Rosario, 7,6 km öster om El Sinaloense. Trakten runt El Sinaloense består till största delen av jordbruksmark.